# Bröllopet mellan prins Carl Philip och Sofia Hellqvist
Bröllopet mellan prins Carl Philip och Sofia Hellqvist ägde rum den 13 juni 2015. Vigseln genomfördes i Slottskyrkan i Stockholm och direktsändes av SVT. Paret vigdes av överhovpredikanten, biskop emeritus Lars-Göran Lönnermark och hovförsamlingens pastor Michael Bjerkhagen.

## Inför vigseln
Paret träffades i Båstad 2009 när Sofia Hellqvist bodde i USA. På hösten flyttade hon till Sverige och i januari blev förhållandet offentligt. År 2011 flyttade de in i en lägenhet på Sjötullsbacken på Djurgården efter att först sammanbott en tid i prins Carl Philips lägenhet på slottet.
De förlovade sig den 27 juni 2014 och presskonferensen inleddes av prins Carl Philip med orden:
| ” | Som ni förstår så har jag fått den stora äran att förlova mig med den här fantastiska unga tjejen. | „ |

Den 17 maj hölls en lysningsgudstjänst för paret i Slottskyrkan. Samma dag meddelade hovet att Sofia Hellqvist efter vigseln kommer att upptas i det Kungliga Huset och bära titeln H.K.H. Prinsessan Sofia, Hertiginna av Värmland. Paret önskade att lysningspresenterna skulle ges i form av gåvor till en nystartad stiftelse, Prinsparets stiftelse, som startats i samband med bröllopet och vars syfte är att främja och stötta barn och ungdomar i omsorgs- och utbildningsfrågor. Av den svenska regeringen fick de en tvåmanskajak och det var statsminsitern Stefan Löfven och talmannen Urban Ahlin som lämnade över varsin paddel. Värmland, som är Carl Philips hertigdöme, gav bland annat bort en tavla av konstnären Karolina Nolin. Från Sofias hemkommun Älvdalen fick de bland annat en Hagströmgitarr och av Dalarnas landshövding hyllades de med en bänk på ett berg med utsikt över Älvdalen. 
Festligheterna inleddes fredagen 12 juni med en privat middag för inbjudna gäster i Skeppsholmens bergrum. Vid detta tillfälle uppträdde dansbandet Larz-Kristerz från Sofias hemort Älvdalen.

## Vigseln
Vigseln ägde rum lördagen den 13 juni klockan 16:30 i Slottskyrkan. Det var den sjunde kungliga vigseln som skedde i Slottskyrkan.
Prinsens nära vän Jan-Åke Hansson var hans best man. Prinsens systerdotter prinsessan Estelle, hans kusinbarn Anaïs Sommerlath och Chloé Sommerlath samt Sofias guddotter Tiara Larsson bildade brudnäbb. Bröllopets okonventionella val av musik fick uppmärksamhet. Vigseln inleddes med en version av Enyas "Athair ar Neamh". Vidare framförde Salem Al Fakir en version av brittiska popgruppen Coldplays låt "Fix You" och David Pagmar framförde en svensk version av Rihannas låt "Umbrella", här kallad "Paraply". Brudparet gick från altaret ut ur kyrkan till gospellåten "Joyful Joyful " som är skriven av kompositören Mervyn Warren och som framfördes av Samuel Ljungblahd.
Sofia bar en brudklänning designad av Ida Sjöstedt. Klänningen var i tre toner av vitt och var gjord i crêpe i helsiden som dubblerats med italiensk sidenorganza. På klänningen och släpet fanns spetsapplikationerna i couturespets. Slöjan var gjord av tunn brudtyll och hade applikationer av skir bomullsspets. Brudbuketten bestod av trädgårdsrosor och myrten. Att ha myrten från Sofiero i brudbuketten är tradition i kungafamiljen. Blommorna gick i olika nyanser av crème och korall och var bundna i en hängande form. I håret bar Sofia ett brilliantdiadem med smaragder som hon fått i gåva av kungaparet. Carl Philip bar stor mässdräkt modell 1878.
Efter vigseln färdades brudparet i kortege med häst och vagn från Kungliga slottet längs Yttre borggården, Slottsbacken, Skeppsbron, Slottskajen, Norrbro, Regeringsgatan, Hamngatan, Nybroplan, Nybrokajen, Hovslagargatan, Södra Blasieholmshamnen, Strömbron och avslutades nedanför Logården. Försvarsmakten paraderade längs kortegevägen och efter ankomsten vid Logården sköts salut om 21 skott med fem sekunders mellanrum från Skeppsholmen.
Festligheterna fortsatte sedan med middag i Vita havet. Ansvariga för bröllopsmiddagen var Fredrik Eriksson, Mathias Dahlgren, Markus Aujalay, Henrik Norström och Mattias Ljungberg. Under middagen hölls tal av kung Carl XVI Gustaf, brudens far Erik Hellqvist samt av prins Carl Philip. Det framfördes även en specialskriven låt av Molly Sandén och Danny Saucedo som prinsessan Sofia varit med att skriva texten till. Medverkade gjorde även Marika Willstedt på cello. Efter middagen serverades bröllopstårta som skapats av svenska konditorlandslaget. Kvällen avslutades med dans i Karl XI:s galleri där bland andra popduon Icona Pop och discjockeyn Avicii uppträdde.

## Gäster i urval
Följande kungligheter fanns bland hedersgästerna.
- Prinsessan Margaretha
- Prinsessan Birgitta

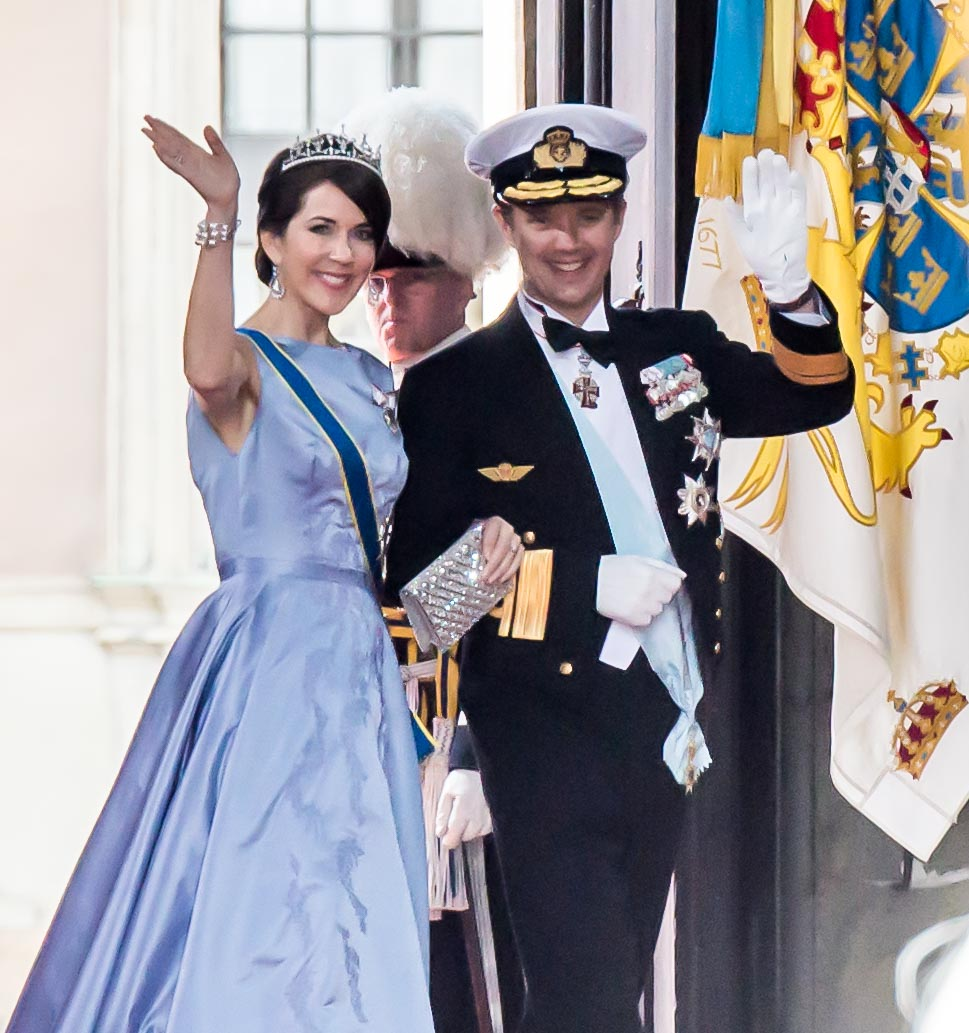
Kronprinsessan Mary och kronprins Frederik av Danmark.

- Prinsessan Désirée och friherre Niclas Silfverschiöld
- Prinsessan Christina, fru Magnuson och herr Tord Magnuson
- Drottning Margrethe av Danmark
- Kronprins Frederik och kronprinsessan Mary av Danmark
- Prins Joachim och prinsessan Marie av Danmark
- Drottning Sonja av Norge
- Kronprins Haakon Magnus och kronprinsessan Mette-Marit av Norge
- Prinsessan Märtha Louise av Norge och Ari Behn
- Prins Edward och grevinnan Sophie av Wessex
- Drottning Mathilde av Belgien
- Drottning Máxima av Nederländerna
- Prins Leopold av Bayern och prinsessan Ursula
- Prinsessan Takamado av Japan

## Bildgalleri från bröllopsdagen

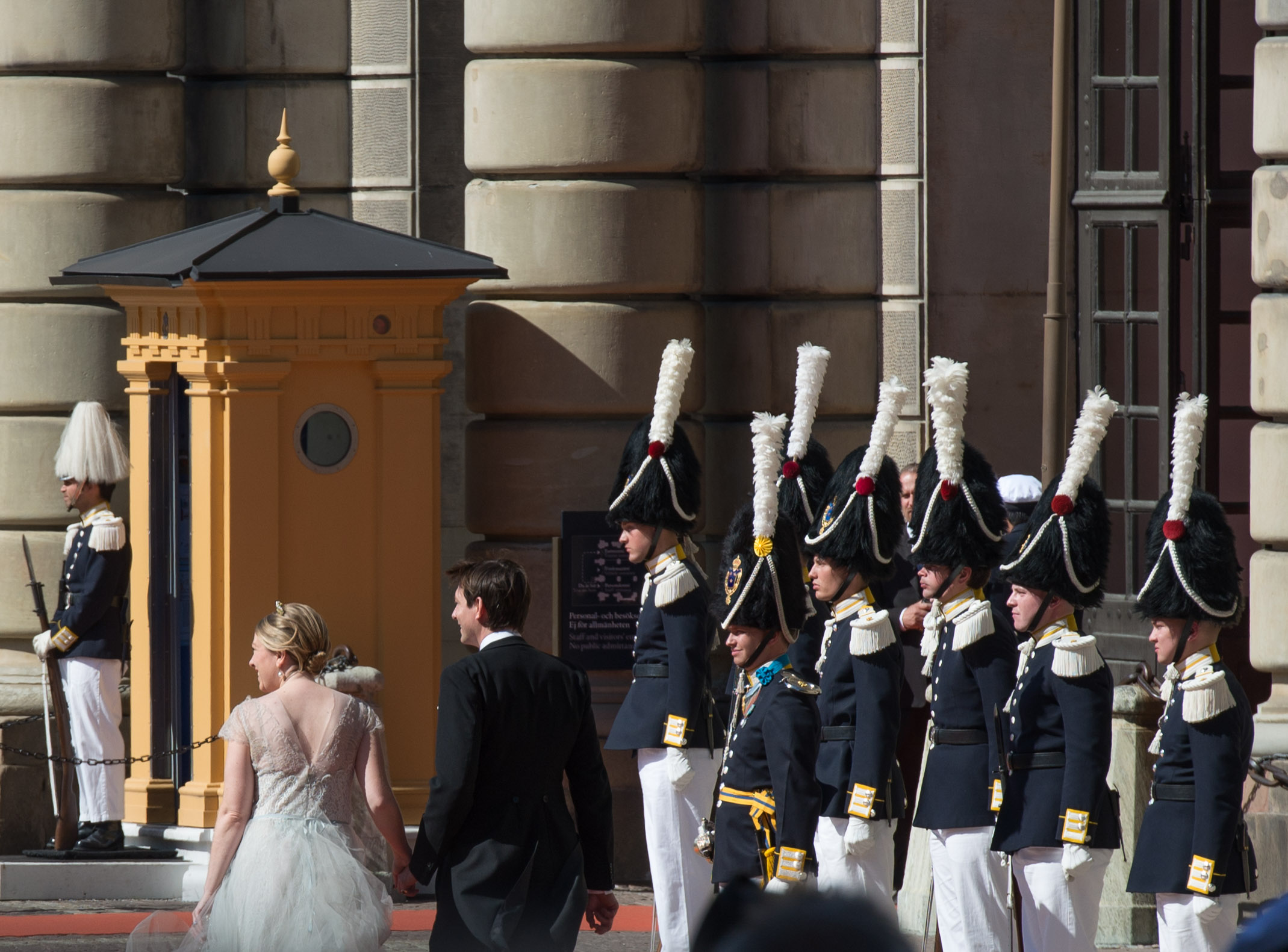
Gästerna anländer till yttre borggården på Kungliga slottet.
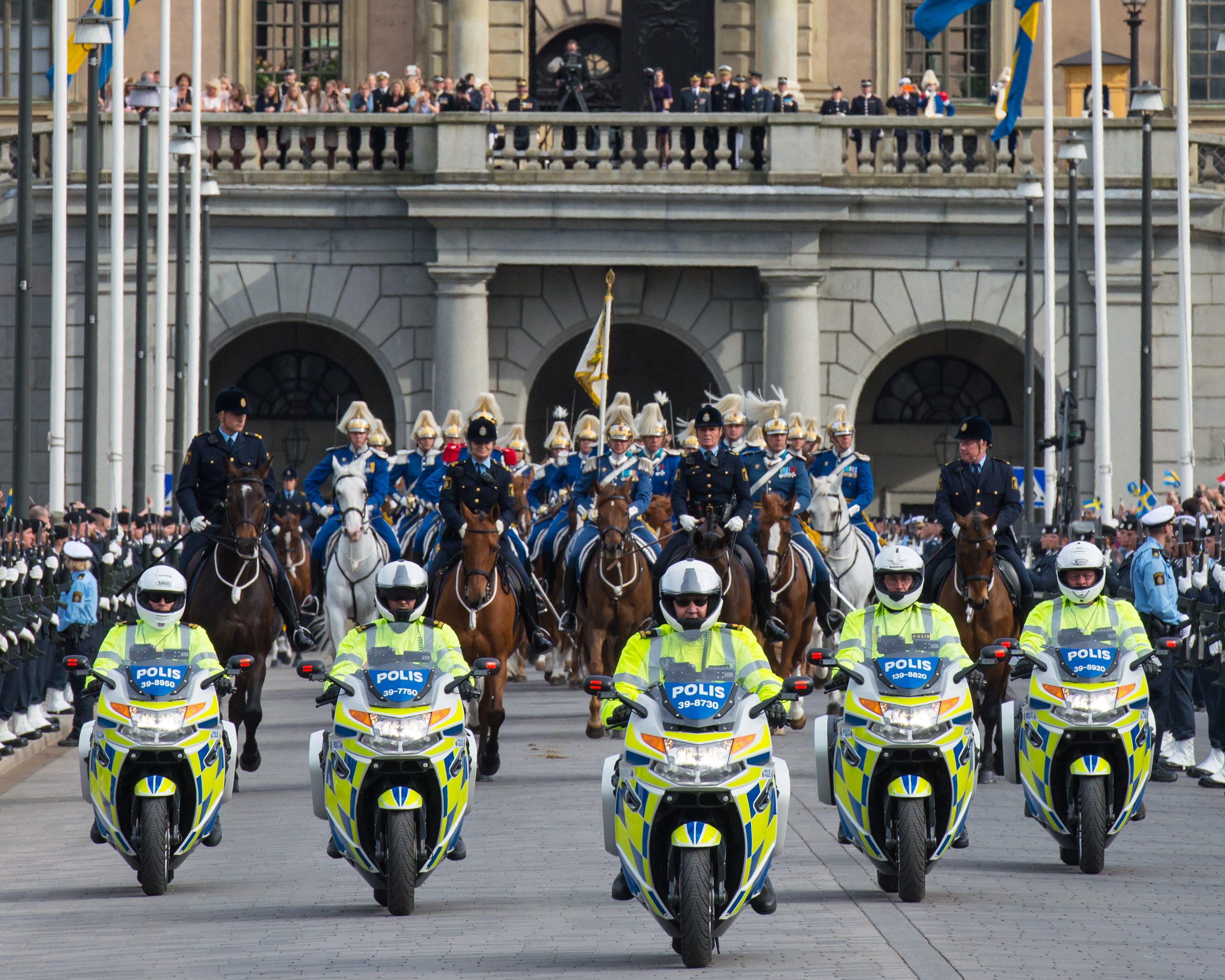
Kortegen passerar Norrbro.
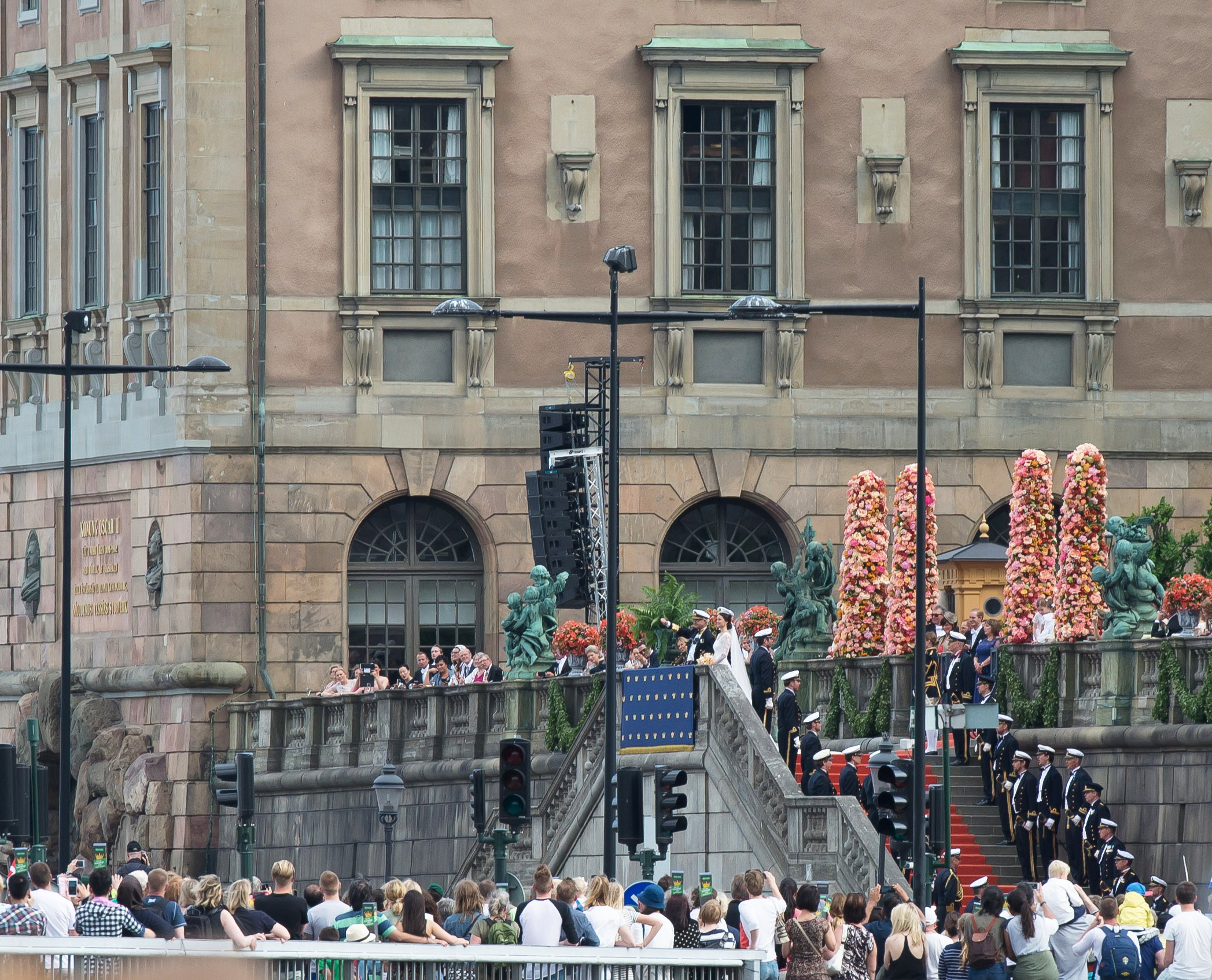
Kungen utbringar ett fyrfaldigt leve från Logården.
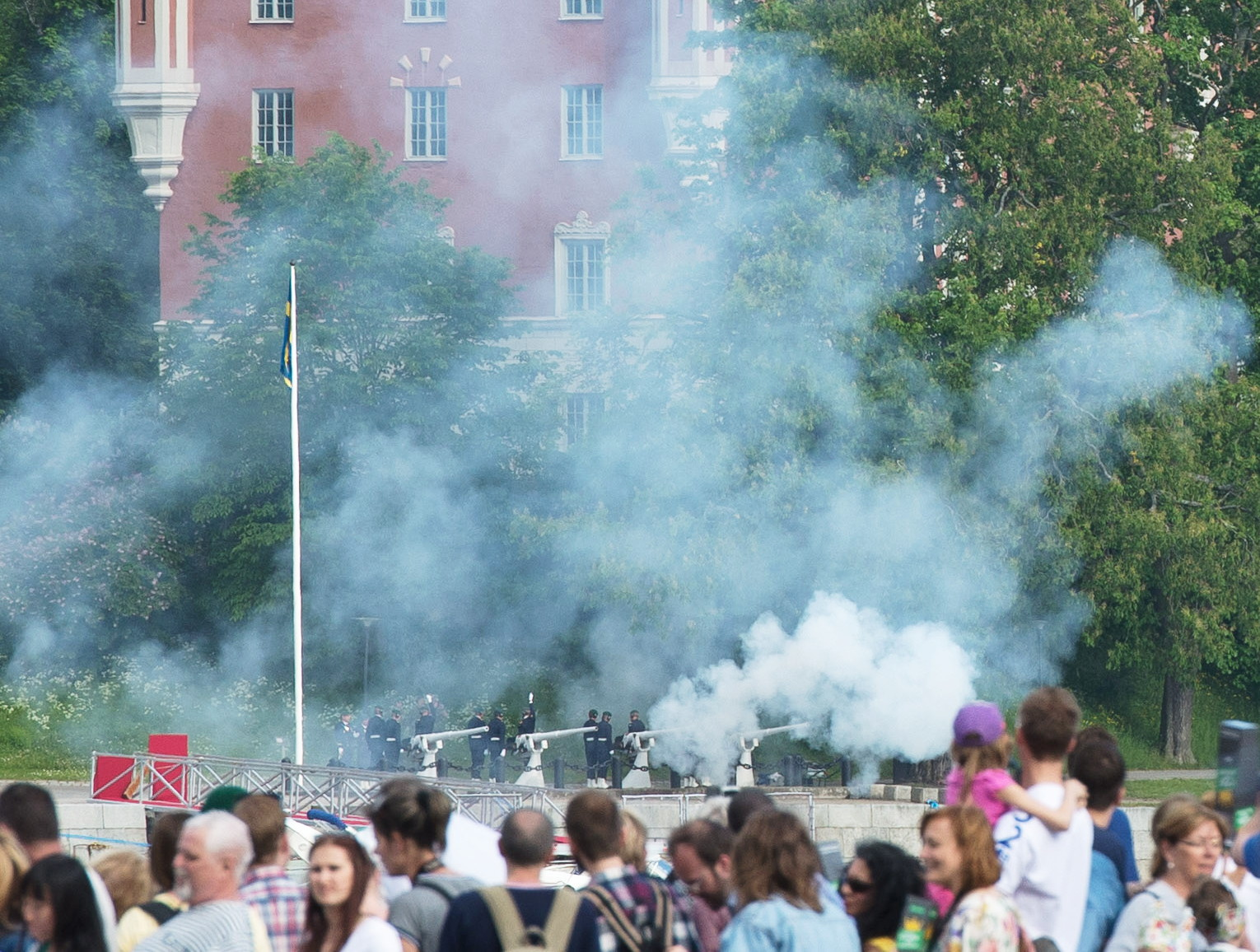
Salut skjuts från Skeppsholmen.